# هابارد، شهرستان راسک، ویسکانسین
هابارد (به انگلیسی: Hubbard) یک شهر در ایالات متحده آمریکا است که در شهرستان راسک، ویسکانسین واقع شده‌است. هابارد ۱۱۵٫۷ کیلومتر مربع مساحت و ۱۶۸ نفر جمعیت دارد و ۳۶۶ متر بالاتر از سطح دریا واقع شده‌است.